# سوفي تاكر
سوفي تاكر (بالإنجليزية: Sophie Tucker)‏ هي مقدمة برامج إذاعية ومغنية وممثلة أمريكية، ولدت في 13 يناير 1884 بأوكرانيا، وتوفيت في 9 فبراير 1966 بنيويورك في الولايات المتحدة بسبب سرطان الرئة.
من الجوائز التي نالتها عضوة قاعة مشاهير النساء في كونيتيكت ‏.

## جوائز
جوائز
- عضوة قاعة مشاهير النساء في كونيتيكت [الإنجليزية]‏

## وصلات خارجية
- سوفي تاكر على موقع IMDb (الإنجليزية)
- سوفي تاكر على موقع الموسوعة البريطانية (الإنجليزية)
- سوفي تاكر على موقع روتن توميتوز (الإنجليزية)
- سوفي تاكر على موقع ألو سيني (الفرنسية)
- سوفي تاكر على موقع ميوزك برينز (الإنجليزية)
- سوفي تاكر على موقع أول موفي (الإنجليزية)
- سوفي تاكر على موقع قاعدة بيانات برودواي على الإنترنت (الإنجليزية)
- سوفي تاكر على موقع قاعدة بيانات الأفلام السويدية (السويدية)
- سوفي تاكر على موقع إن إن دي بي (الإنجليزية)
- سوفي تاكر على موقع ديسكوغز (الإنجليزية)